# Louzla Darabi
Louzla Darabi war von 2003 bis 2008 das Pseudonym von Dalila Dalléas Bouzar (* 1974 in Oran), einer algerischen Malerin und Künstlerin.

## Leben
Louzla Darabis Kindheit war unter anderem von Gewalt geprägt. Obwohl sie mit ihrem Heimatland eine enge Verbundenheit hat, lebt sie heute in Paris. Sie studierte an der École des Beaux-Arts bei Vladimir Veličković und Dominique Gauthier, außerdem Natur- und Geowissenschaften an der Universität Pierre und Marie Curie.
Darabi arbeitet mit Unterstützung der französischen Regierung am Aufbau eines Künstlerinnenzentrums in Oran.

## Werk
Für großes Aufsehen sorgte 2005 ein Vorgang im Museum für Weltkulturen, Göteborg. Im Museum war das Bild Scene d’Amour von Darabi ausgehängt. Es zeigt zwei Menschen beim Sex. Nachdem islamistische Geistliche sich über die Darstellung auf der Abbildung beschwert hatten, hängte die Museumsleitung das Bild ab. Frauenrechtlerinnen und Verfechter der Aufklärung, darunter etwa Nasrin Amirsedghi und Henryk M. Broder, protestierten daraufhin weltweit gegen die Museumsleitung und deren Einknicken gegenüber dem radikalen Islam.